# 盖林根阿姆霍赖因
盖林根阿姆霍赖因是德国巴登-符腾堡州的一个市镇。总面积13.17平方公里，总人口3124人，其中男性1571人，女性1553人（2011年12月31日），人口密度237人/平方公里。